# Bobby (Bobby Brown)
Bobby è il terzo album in studio del cantante statunitense Bobby Brown, pubblicato il 25 agosto 1992. L'album ha continuato il sound R&B/New Jack Swing del suo predecessore, Don't Be Cruel. Babyface, L.A. Reid e Daryl Simmons tornarono come produttori e cantautori, tuttavia, Brown lavorò anche con altri produttori, in particolare Teddy Riley, che era considerato un pioniere del nuovo genere Jack Swing. Riley ha co-scritto e prodotto la maggior parte dell'album. Brown ebbe
più controllo sull'album, diventando produttore esecutivo e co-scrivendo sette canzoni.
Bobby ha raggiunto la seconda posizione nella classifica degli album di Billboard 200 degli Stati Uniti e ha generato tre dei principali singoli di Billboard Hot 100 degli Stati Uniti; "Humpin' Around" (USA #3), "Good Enough" (USA #7) e "Get Away" (USA #14). L'album ha anche raggiunto il numero uno nella classifica degli album R&B di Billboard. L'album includeva anche il duetto Something in Common con la moglie, Whitney Houston, che divenne un successo.
Brown ha ricevuto la sua seconda nomination ai Grammy Award per la migliore performance vocale R&B maschile ai 35° Grammy Awards per il singolo "Humpin' Around", senza vincere. L'album è stato certificato doppio disco di platino il 19 febbraio 1993.

## Tracce
1. Humpin' Around (Prelude) – 0:10
2. Humpin' Around – 6:18 (Kenneth "Babyface" Edmonds, Antonio "L.A." Reid, Daryl Simmons, Bobby Brown, Thomas "Stylz" Keyes)
3. Two Can Play That Game – 4:59 (Teddy Riley, Bernard Belle, David "Redhead" Guppy, Bobby Brown)
4. Get Away – 5:10 (Teddy Riley, Bernard Belle, Tony Haynes, Bobby Brown, Louis Silas, Jr.)
5. Til the End of Time – 5:21 (Teddy Riley, Demetrius Shipp, William "Rakim" Griffin)
6. Good Enough – 5:02 (Kenneth "Babyface" Edmonds, Antonio "L.A." Reid, Daryl Simmons)
7. Pretty Little Girl – 5:11 (Kenneth "Babyface" Edmonds, Antonio "L.A." Reid, Daryl Simmons)
8. Lovin' You Down – 5:51 (Teddy Riley, Thomas R. Taliaferro, Jr.)
9. One More Night – 6:29 (Teddy Riley, Herb Middleton, Bernard Belle)
10. Something in Common (feat. Whitney Houston) – 4:59 (Teddy Riley, Bernard Belle, Bobby Brown, Whitney Houston)
11. That's the Way Love Is (feat. Aquil Davidson of Wreckx-N-Effect) – 4:51 (Teddy Riley, Demetrius Shipp, Aquil Davidson, Bobby Brown)
12. College Girl – 6:06 (Bobby Brown, Derek "DOA" Allen)
13. Storm Away – 6:03 (Dennis Austin, Bobby Brown, Kelvin Bowers)
14. I'm Your Friend (feat. Debra Winans) – 5:03 (BeBe Winans)